# Xanthe – Eine Liebe in Troja
Xanthe – Eine Liebe in Troja (englischer Originaltitel Troy) ist ein Jugendroman der britischen Autorin Adèle Geras, der 2000 beim Scholastic Verlag veröffentlicht wurde. Die deutsche Erstausgabe in einer Übersetzung von Brigitte Jakobeit erschien 2004 beim Carlsen Verlag.

## Inhalt
Nachdem Paris die schöne Helena von ihrem Gatten Menelaos, dem König von Sparta, entführt hat, wird Troja seit mehreren Jahren von den Griechen belagert. Die Lebensmittel werden immer knapper und die täglichen Kämpfe vor den Toren der Stadt fordern unzählige Opfer auf beiden Seiten.
Die Trojanerin Xanthe ist das Kindermädchen von Astyanax, dem Sohn von Hektor und Andromache, und arbeitet außerdem im sogenannten Blutsaal, einem Lazarett, in dem verwundete Soldaten behandelt werden. Einer dieser verletzten trojanischen Kämpfer ist der schöne Alastor, in den sich Xanthe unsterblich verliebt. Doch dieser beachtet Xanthe nicht weiter, sondern begehrt stattdessen ihre Schwester Marpessa, die sich durch das Eingreifen der Göttin Aphrodite ebenfalls in den schönen Krieger verliebt.
Immer wieder treten Götter und Göttinnen in Erscheinung und beeinflussen das Schicksal der Sterblichen. Hektor wird von Achilles getötet und sein Leichnam um die Mauern Trojas geschleift. Hektors Tod wird daraufhin von seinem Bruder Paris gerächt, dessen Pfeil den wunden Punkt von Achilles trifft und diesen tötet. Doch auch Paris stirbt schon bald darauf durch einen vergifteten Pfeil.
Marpessa ist unterdessen schwanger und hat Gewissensbisse, weil sie Xanthe noch immer nicht ihr Verhältnis mit Alastor gestanden hat. Als sie dies endlich nachholt, packt Xanthe eine unbeschreibliche Wut und die beiden Schwestern scheiden in unversöhnlichem Zwist. Wenn es nach den Wünschen von Alastors Mutter geht, soll ihr Sohn mit Agamede verheiratet werden, was letztlich zu einem Zerwürfnis zwischen Marpessa und Alastor führt. Auch wenn Xanthe ihren Freund aus frühesten Kindheitstagen, den Stallburschen Ianos, nicht liebt, willigt sie ein, diesen zu heiraten. Sehr zum Missfallen von Polyxene, die ihrerseits in Ianos verliebt ist.
Irgendwann ist Zeus der endlosen Kämpfe überdrüssig und beauftragt den Kriegsgott Ares, sich einen Plan für die Beendigung des Krieges einfallen zu lassen. Ares lässt Odysseus daraufhin das Trojanische Pferd errichten und einen Abzug des griechischen Heeres vortäuschen. Die Trojaner schleppen das Holzpferd, das sie als Opfergabe der Griechen betrachten, in ihre Stadt und feiern ausgiebig das Ende des Krieges. In der Nacht jedoch entsteigen dem Holzpferd die dort versteckten griechischen Soldaten, öffnen die Stadttore und das mittlerweile zurückgekehrte griechische Heer fällt über Troja her. Sie rauben die Frauen, töten so gut wie alle Männer, stecken die Stadt in Brand und werfen den kleinen Astyanax von der Festungsmauer.
Helena, Marpessa und Xanthe kommen auf ein Schiff, mit dem die siegreichen Griechen ihre Heimreise antreten. Alastor, der sich als Frau verkleidet hat, schafft es ebenfalls auf dieses Schiff. Xanthe und Marpessa haben sich in der Zwischenzeit ausgesprochen und wieder versöhnt. Ianos und Polyxene konnten sich vor den griechischen Soldaten verstecken und beschließen nach deren Abzug, ein gemeinsames Leben in den Bergen zu beginnen.

## Rezeption
Janet Fisher schreibt in ihrer Buchrezension: „Die mitreißende Geschichte verliert die Schicksale der Individuen nie aus den Augen und lässt das alte Troja, seine Götter und Helden vor dem inneren Auge des Lesers lebendig werden. Geras, Autorin von über 90 Kinder- und Jugendbüchern, übertrifft sich selbst in dieser großartigen Liebesgeschichte vor dem spannenden Hintergrund des Trojanischen Krieges.“ Im Beurteilungstext der Arbeitsgemeinschaft Jugendliteratur und Medien heißt es: „Adèle Geras gelingt es eindrucksvoll die mitreißende Geschichte von Xanthe und ihrer Schwester Marpessa in den schweren Stoff von Homers Ilias einzubinden. Die Geschichte zeigt, dass neben den großen Helden des Krieges, wie Hector und Achill, auch kleinere Schicksale den Krieg mit bestimmt haben.“ Das Bulletin Jugend und Literatur meint über den Roman: „Xanthe ist keine Klassikerparodie, sondern eine facettenreiche Liebesgeschichte und [...] eine Einführung in die antiken Mythen [...].“

## Auszeichnungen
Xanthe – Eine Liebe in Troja wurde im Jahr 2000 für den Whitbread Children’s Book Award nominiert.

## Referenzen
Xanthe – Eine Liebe in Troja wird in dem literarischen Nachschlagewerk 1001 Kinder- und Jugendbücher – Lies uns, bevor Du erwachsen bist! für die Altersstufe 12+ Jahre empfohlen.

## Ausgaben
- Troy. Scholastic, UK 2000 (englisch).
- Xanthe – Eine Liebe in Troja. Carlsen, 2004.

## Weblink
- Informationen zum Buch auf der Homepage der Autorin (englisch)